# Josine Meyer
Josina Wilhelmina Louisa (Josine) Meyer (Den Haag, 16 december 1896 - aldaar, 30 januari 1991) was een Nederlands essayiste en astrologe.

## Biografie
Van 1909 tot 1915 bezocht Josine Meyer het Gymnasium Haganum in Den Haag, waar zij onder meer les kreeg van de latere hoogleraar oude geschiedenis H. Bolkestein, de historicus H.A. Leenmans (de vader van de dichteres M. Vasalis) en de classicus Aegidius Willem Timmerman, over wie ze twee essays schreef.
Meyer werd in 1916 lid van de Sociaal-Democratische Partij (SDP), een voorloper van de Communistische Partij van Nederland (CPN). Later wendde zij zich, onder invloed van haar vriend Jacques de Kadt, van deze partij af. In de jaren 30 was ze lid van de door De Kadt opgerichte Onafhankelijke Socialistische Partij, een linkse afsplitsing van de SDAP. Bij de oprichting van de PvdA in 1946 werd ze lid van deze partij.
Meyer studeerde rechten in Leiden. Daarna werkte ze korte tijd als volontair op het advocatenkantoor van Abel Herzberg, als enquêtrice bij de tuberculosebestrijding en als Montessori-leidster. Na de Tweede Wereldoorlog verwierf Josine Meyer bekendheid als essayiste in de tijdschriften De Baanbreker, Libertinage en Tirade, alle uitgegeven door Geert van Oorschot. Meyers zus Lennie (Helena Josina Meyer, *1891), met wie ze van 1922 tot Lennie's dood in 1974 samenwoonde, vertaalde voor uitgeverij Van Oorschot enkele romans.
In 1981 publiceerde Gerard Reve zijn Brieven aan Josine M. 1959-1975. In 1994 verscheen een vermeerderde herdruk onder de titel Brieven aan Josine M. 1959-1982. Gerard Reve en Josine Meyer waren jarenlang met elkaar bevriend en Meyer voorzag Reve van astrologische adviezen.
Een keuze uit Josine Meyers essays verscheen in 1990 onder de titel Oude vrienden en een veranderende wereld.
- Biografisch Portaal: 82650571
- Digitale Bibliotheek voor de Nederlandse Letteren: meye010
- Gemeinsame Normdatei: 172257417
- International Standard Name Identifier: 0000 0000 3478 4000
- Library of Congress Control Number: n95041650
- Nederlandse Thesaurus van Auteursnamen: 068743181
- Virtual International Authority File: 9092138
- WorldCat: E39PBJfMjrc733ywQpPPCVqRKd